# CSAQ
CSAQ (computerized self-administered questionnaire) – technika badania sondażowego, polegająca na tym, że respondent wypełnia kwestionariusz, który uruchamia programem na komputerze. Pytania generowane są automatycznie przez program, respondent podaje odpowiedzi, a plik z wypełnionym kwestionariuszem zwraca samodzielnie.